# Enos (Berg)
Der Enos (griechisch Αίνος, auch Ainos oder Aenos transkribiert; italienisch Monte Nero oder Montagna Nera) ist mit einer Höhe von 1628 m der höchste Berg auf der ionischen Insel Kefalonia. Die Gipfelregion des Berges ist unbewaldet. An den unteren Hängen des Gebirges befinden sich Höfe und kleine Siedlungen, die noch landwirtschaftlich geprägt sind, so durch die Erzeugung des Robola-Weins im Omala-Tal. Dichte Pinienwälder befinden sich auf einer Höhe von 700 bis 1200 m im Naturschutzgebiet Ethnikos Drymos Enou (Εθνικός Δρυμός Αίνου). Die Kefalonische Tanne (Abies cephalonica) war bis ins 20. Jahrhundert ausschließlich am Fuß des Bergs zu finden und galt daher als gefährdet. Der Berg verdankt seinen Namen dieser schwarzen Tanne.

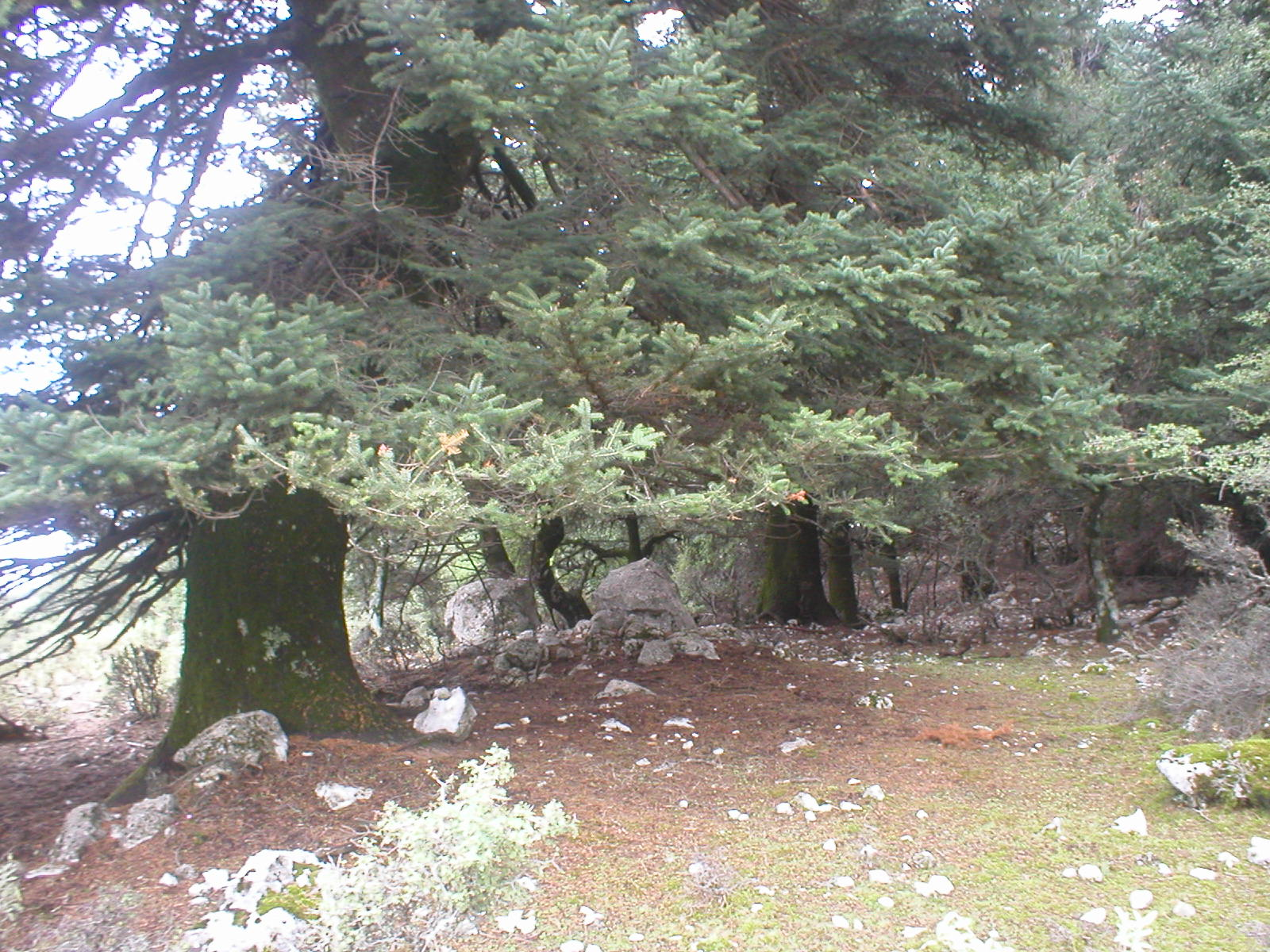
Der Pinienwald

Mehrere Straßen führen auf den Gipfel, wo sich auch eine Radarstation befindet. Allerdings ist nur eine asphaltiert. Eine touristische Infrastruktur ist nicht vorhanden. 
Auf dem Berg befand sich in der Antike ein Zeus-Tempel, der auch in zahlreichen Schriften erwähnt ist (u. a. Pausanias). Der Inselgouverneur Charles de Bosset entdeckte dessen Reste in der Nähe des Gipfels.
Aus dem 16. Jahrhundert ist eine Sage über einen menschenfressenden geflügelten Drachen am Berg Enos überliefert. Die Verwaltung beauftragte die Brüder Bernardos und Iakovos Brescani, den Drachen zu suchen und zu töten, was am Tag des heiligen Nikolaus gelang. Der Drache wurde vor der Kirche des Heiligen Nikolaus getötet. Brescani war nicht der Familienname der Drachentöter, sondern nur eine Herkunftsbezeichnung der Familie, die auf die Stadt Brescia in der Lombardei verwies. Die erste Beschreibung der Sage lieferte Ludwig Salvator von Österreich-Toskana, der die Insel wissenschaftlich erkundete.